# Halecia monticola
Halecia monticola es una especie de escarabajo del género Halecia, familia Buprestidae. Fue descrita científicamente por Kirsch en 1866.